# Amancio Alcorta (musicien)
Pour les articles homonymes, voir Alcorta.
Amancio Alcorta né Amancio Jacinto del Corazón de Jesús Alcorta né le 16 août 1805 à Santiago del Estero, mort le 3 mai 1862 à  Buenos Aires, est un homme politique, musicien et compositeur argentin du  xixe siècle.

## Biographie
Fils de José Pelayo de Alcorta Larrañaga, né à Bilbao (Espagne), commerçant, maire et administrateur des Postes (1787), administrateur du Couvent de San Francisco, José Alcorta se remarie avec Gabriela de Zuasnábar Paz y Figueroa.
Amancio Alcorta, par sa mère descend de personnages illustres, parmi lesquels Jerónimo Luis de Cabrera, fondateur de Cordoue, Diego de Torres Villarroel, de Tucumán, Francisco de Aguirre, de Santiago del Estero, et Juan Ramírez de Velasco, de La Rioja. Il est également lié aux généraux Lucas de Figueroa y Mendoza, gouverneur de Tucumán en 1663, à Sancho de Paz y Figueroa, maire de Santiago del Estero en 1629, et à Alonso de Herrera y Guzmán, chevalier de l'Ordre de Saint-Jean de Jérusalem et de l'Ordre de Santiago ainsi que d'autres hommes notables de l'époque.
L'œuvre d'Alcorta, comme le reste de sa production de l'époque en Argentine, montre la forte influence du style lyrique de Rossini, en tenant compte de l'impact produit par la représentation en 1825 du "Barbier de Séville", le premier spectacle lyrique intégralement monté à Buenos Aires.
Ses compositions, notamment la musique profane, sont cependant sous influence du folklore local.
Selon le compositeur argentin Alberto Williams, les travaux d'Amancio Alcorta :

« Sont un subtil parfum national, malgré l’écrasante influence rossinienne ; Quelque chose de l'âme de nos vieux payadores est passé en eux et il y a des rythmes et des tournures de chants et de danses des gauchos de l'intérieur ; Il y a des changements de ton analogues à ceux des chansons populaires, et ils sont imprégnés d'une douce mélancolie comme s'ils étaient un reflet de la pampa, un souvenir d'une tristesse infinie.
 »

## Musique profane
- Les chansons pour piano, publiées à titre posthume à Paris, comprennent des valses, des menuets, des quadrilles, des polkas et des contredanses.Recueil de compositions originales. 02, El relimino : valse pour piano solo / par Amancio Alcorta.
- Recueil vocal. Avec des textes propres et ceux de Carnicer, publiés à Barcelone.
- Nuit
- Romance, pour mezzo-soprano et piano .
- Grande fantaisie pour piano et flûte
- Trio en mi bémol pour flûte, violon et piano
- Trio in Sun pour flûte, violon et piano
- Quatuor pour flûte, violon, violoncelle et piano.

## Musique sacrée
- Lamentations, pour Contralto, ténor, basse, orgue (ou piano).
- Graduel pour la Saint-Martin de Tours, pour Baryton, flûte obligée et orgue (ou piano).
- L'Agonie, chanson du Vendredi Saint (1843), pour ténor, baryton, orgue (ou piano).

## Discographie
- CD : Camerata Bariloche, réalisé par Elias Khayat Alcorta - Esnaola - Alberdi - Gianneno - Turina - Gomes - De Falla - Gilardi - Bragato - Ed. Profane SRL / Star Music (1995)